# یوتی‌سی ۹:۳۰+

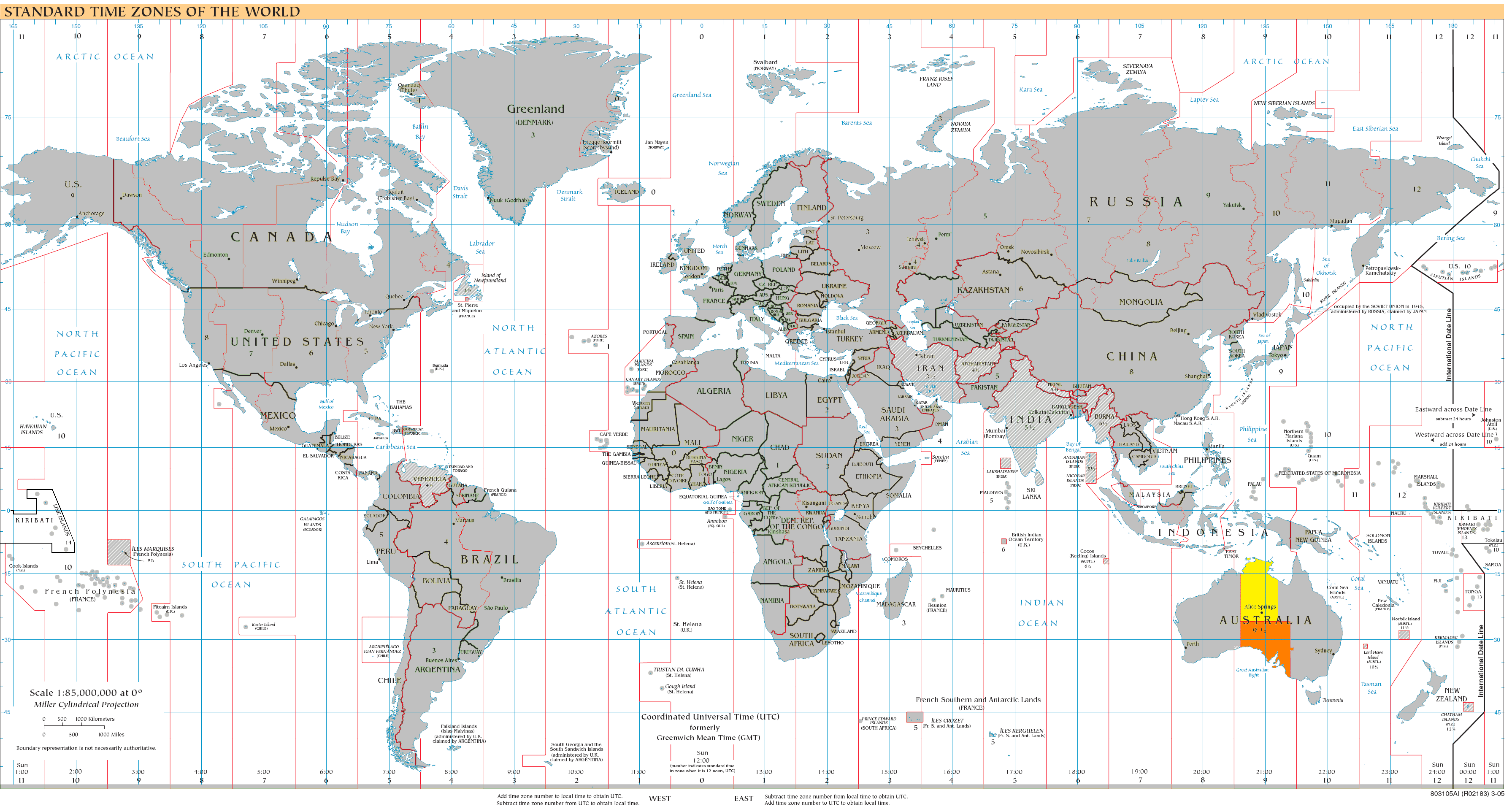
UTC+09:30: آبی (دسامبر), نارنجی (آوریل), زرد (تمام سال), آبی روشن - محدوده دریا

هم‌اکنون زمان‌بندی گرینویچ ۹:۳۰+ (به انگلیسی: UTC+09:30) برای اندازه‌گیری زمان کاربرد دارد.

## زمان استاندارد در تمام سال
- استرالیا
  - قلمرو شمالی (استرالیا)

## زمان استاندارد نیمکره جنوبی
- استرالیا (ACST&mdash;استرالیا مرکز زمان استاندارد)
  - نیو ساوت ولز - یانکووینا کانتری، نیو سورت ولز (بروکن هیل، استرالیا و اطراف) فقط
  - استرالیای جنوبی